# 三山ひろし
三山 ひろし（みやま ひろし、1980年9月17日 - ）は、日本の演歌歌手。高知県南国市出身。

## 略歴

### 生い立ち
南国市立長岡小学校在学中に両親が離婚。祖父母・母・弟の5人暮らしとなり、家計を助けるために中学1年生で新聞配達を始めた。物心ついた3歳ぐらいから「将来は歌手に」と決めていたが、高校2年で出演した『NHKのど自慢』（NHK総合・ラジオ第1）で鐘2つに終わり、歌手の道を諦める。
高校卒業後は地元のガソリンスタンドに就職。祖母と一緒に詩吟教室に通い、漢詩の広大な世界観に触れるうちに、再び歌手を目指すようになった。2004年に地元高知で開催された『NHKのど自慢』に再挑戦。氷川きよしの｢白雲の城」を歌ってチャンピオンになり、同年度のグランドチャンピオン大会にも出場した。
詩吟で全国大会に進出し、周囲からは師範になる道を勧められる。さらに、詩吟の師匠から「5年吟詠家を続けたらコロムビアに頼んで演歌歌手にしてあげる」とまで言われたが、年齢的に5年は待てないと考えて辞退。「詩吟より演歌」と最後の後押しをしてくれたのは祖母であった。

### 上京〜歌手デビュー
歌手を志し25歳で上京する。当初は青果市場で働いたが半月で退職。演歌歌手の松前ひろ子（北島三郎のいとこ）が経営する「LIVEレストラン青山」でウェイターとして働きながら、松前の夫で作曲家の中村典正のもとで3年間修業する。この頃日本クラウンやビクターのコンテストで優勝して自信をつけていった。
2007年、「日本クラウン創立45周年記念新人オーディション」で準グランプリを受賞する。2009年に「人恋酒場」でデビュー。出身の高知県が三方を山に囲まれていること、師匠・中村典正の別名「山口ひろし」から名前をとって、芸名を「三山ひろし」とした。翌年、同曲が10万枚を突破しゴールドディスクに認定された。2011年、第53回日本レコード大賞（TBSテレビ・ラジオ）「日本作曲家協会奨励賞」を受賞。
人に安心感と活力を与えるという意味で「ビタミンボイス」をキャッチコピーにしている。北島三郎をはじめ、山本譲二、石原詢子など、デビュー当初からその歌声を評価する同業歌手が多かった。
2013年、高知市「よさこい親善大使」に認定された。この頃からコンサートの余興としてけん玉を始め、日本けん玉協会会員となり三段を取得。ステージで歌いながらけん玉を披露する「けん玉演歌歌手」として注目される。

### 人気演歌歌手に
2015年、第66回NHK紅白歌合戦（NHK総合・ラジオ第1、#NHK紅白歌合戦出場歴参照）初出場。歌唱後、2012年に師匠の次女と結婚し、2人の子供がいることを公表した。
2016年、けん玉の教則本を出版し、日本けん玉協会から「けん玉大使」に任命された。紅白出場以前、同番組でのけん玉披露の可能性を問われた際は「歌だけで勝負したいです！」と答えていた。2022年現在は、歌もけん玉も見てもらえることに「2倍の喜びがある」と前向きなコメントを残している。
2017年、「みやま」つながりで福岡県みやま市のふるさと観光大使に就任した。同年、芸能界では単独最上段位となるけん玉四段を取得。同年の第68回NHK紅白歌合戦では「男の流儀」歌唱中に、ステージに並んだ123人と三山の計124人が連続でけん玉の「大皿」を成功させるギネス記録に挑戦するも、失敗に終わった。その後2018年124人・2020年125人・2021年126人・2022年127人・2024年128人と記録を更新（2019年・2023年は失敗）。
2020年、高知県のご当地ソング「せられん」をカバー。2022年、東京都葛飾区から「かつしか観光大使」に任命された。

## 人物・エピソード
カブトムシの飼育が趣味で、ブリーダー顔負けの知識をもつ。2019年から毎年、自身が飼育したカブトムシを、ファンクラブの希望者に譲渡する行事を行っている。

## ディスコグラフィ

### シングル
- すべて日本クラウンからリリース。

| #  | 発売日         | 曲順 | タイトル                           | 作詞         | 作曲       | 編曲              | オリコン 最高順位 | 規格品番                 |
| -- | -------------- | ---- | ---------------------------------- | ------------ | ---------- | ----------------- | ----------------- | ------------------------ |
| 1  | 2009年 6月3日  | 01   | 人恋酒場                           | 仁井谷俊也   | 中村典正   | 前田俊明          | 17位              | CRCN-1418                |
| 1  | 2009年 6月3日  | 02   | 望郷列車                           | 仁井谷俊也   | 中村典正   | 前田俊明          | 17位              | CRCN-1418                |
| 2  | 2010年 6月2日  | 01   | 酔待ち酒場                         | 仁井谷俊也   | 中村典正   | 前田俊明          | 20位              | CRCN-1478                |
| 2  | 2010年 6月2日  | 02   | さすらい港町                       | 仁井谷俊也   | 中村典正   | 前田俊明          | 20位              | CRCN-1478                |
| 3  | 2011年 3月2日  | 01   | ダンチョネ港町                     | 仁井谷俊也   | 中村典正   | 前田俊明          | 23位              | CRCN-1523                |
| 3  | 2011年 3月2日  | 02   | 北の一本釣り                       | 仁井谷俊也   | 中村典正   | 前田俊明          | 23位              | CRCN-1523                |
| 4  | 2011年 11月2日 | 01   | 女に生まれて                       | 仁井谷俊也   | 中村典正   | 前田俊明          | 22位              | CRCN-1575                |
| 4  | 2011年 11月2日 | 02   | おまえの故郷                       | 仁井谷俊也   | 中村典正   | 前田俊明          | 22位              | CRCN-1575                |
| 5  | 2012年 11月7日 | 01   | 男のうそ                           | 仁井谷俊也   | 中村典正   | 池多孝春          | 21位              | CRCN-1655 (通常盤)       |
| 5  | 2012年 11月7日 | 02   | 忠治                               | 仁井谷俊也   | 中村典正   | 池多孝春          | 21位              | CRCN-1655 (通常盤)       |
| 5  | 2013年 6月26日 | 02   | かあさんの詩                       | 宮下康仁     | 中村典正   | 伊戸のりお        | 21位              | CRCN-1718                |
| 5  | 2013年 6月26日 | 03   | 貴方にありがとう                   | 仁井谷俊也   | 中村典正   | 伊戸のりお        | 21位              | CRCN-1718                |
| 6  | 2014年 2月5日  | 01   | あやめ雨情                         | 仁井谷俊也   | 中村典正   | 前田俊明          | 19位              | CRCN-1768                |
| 6  | 2014年 2月5日  | 02   | 雪子                               | 仁井谷俊也   | 中村典正   | 前田俊明          | 19位              | CRCN-1768                |
| 7  | 2015年 2月11日 | 01   | お岩木山                           | 千葉幸雄     | 中村典正   | 伊戸のりお        | 13位              | CRCN-1851 (Type-A)       |
| 7  | 2015年 2月11日 | 02   | 棚田しぐれ                         | 千葉幸雄     | 中村典正   | 伊戸のりお        | 13位              | CRCN-1851 (Type-A)       |
| 7  | 2015年 2月11日 | 02   | 棚田桜                             | 仁井谷俊也   | 中村典正   | 前田俊明          | 13位              | CRCN-1852 (Type-B)       |
| 7  | 2015年 8月5日  | 02   | 祝い川                             | 千葉幸雄     | 中村典正   | 伊戸のりお        | 13位              | CRCN-1891 (Type-C)       |
| 8  | 2016年 2月3日  | 01   | 四万十川                           | 千葉幸雄     | 中村典正   | 伊戸のりお        | 11位              | CRCN-1934 (春盤)         |
| 8  | 2016年 2月3日  | 02   | 春恋のれん                         | 千葉幸雄     | 中村典正   | 前田俊明          | 11位              | CRCN-1934 (春盤)         |
| 8  | 2016年 2月3日  | 02   | 波止場という名の酒場               | 千葉幸雄     | 中村典正   | 伊戸のりお        | 11位              | CRCN-1937 (冬盤)         |
| 8  | 2016年 5月11日 | 02   | 北のほたる酒                       | 千葉幸雄     | 中村典正   | 前田俊明          | 11位              | CRCN-1935 (夏盤)         |
| 8  | 2016年 8月3日  | 02   | 渡り鳥                             | 千葉幸雄     | 中村典正   | 伊戸のりお        | 11位              | CRCN-1936 (秋盤)         |
| 9  | 2017年 2月8日  | 01   | 男の流儀                           | 石原信一     | 中村典正   | 丸山雅仁          | 13位              | CRCN-8027 (タイプA)      |
| 9  | 2017年 2月8日  | 02   | 純愛                               | 石原信一     | 中村典正   | 丸山雅仁          | 13位              | CRCN-8027 (タイプA)      |
| 9  | 2017年 2月8日  | 02   | おんな泣かせ                       | 石原信一     | 中村典正   | 石倉重信          | 13位              | CRCN-8027 (タイプB)      |
| 9  | 2017年 8月30日 | 02   | 雪に散る                           | 志賀大介     | 中村典正   | 伊戸のりお        | 13位              | CRCN-8084 (タイプC)      |
| 10 | 2018年 1月10日 | 01   | いごっそ魂                         | 久仁京介     | 中村典正   | 伊戸のりお        | 12位              | CRCN-8116 (タイプA)      |
| 10 | 2018年 1月10日 | 02   | 立山連峰                           | 久仁京介     | 中村典正   | 伊戸のりお        | 12位              | CRCN-8116 (タイプA)      |
| 10 | 2018年 1月10日 | 02   | かげろうの恋                       | 志賀大介     | 中村典正   | 丸山雅仁          | 12位              | CRCN-8117 (タイプB)      |
| 10 | 2018年 6月6日  | 02   | 雨情の宿                           | 仁井谷俊也   | 中村典正   | 南郷達也          | 12位              | CRCN-8155 (タイプC)      |
| 10 | 2018年 9月5日  | 02   | 男の路地裏                         | 仁井谷俊也   | 中村典正   | 伊戸のりお        | 12位              | CRCN-8181                |
| 10 | 2018年 9月5日  | 03   | あなたは灯台                       | 久仁京介     | 中村典正   | 松井タツオ        | 12位              | CRCN-8181                |
| 11 | 2019年 1月9日  | 01   | 望郷山河                           | 喜多條忠     | 中村典正   | 石倉重信          | 8位               | CRCN-8213 (タイプA)      |
| 11 | 2019年 1月9日  | 02   | 酒場の噂                           | 仁井谷俊也   | 中村典正   | 丸山雅仁          | 8位               | CRCN-8213 (タイプA)      |
| 11 | 2019年 1月9日  | 02   | ひろしの故郷自慢ぜよ               | 小野彩       | 中村典正   | 松井タツオ        | 8位               | CRCN-8214 (タイプB)      |
| 11 | 2019年 7月3日  | 02   | 宝もの                             | 千葉幸雄     | 中村典正   | 南郷達也          | 8位               | CRCN-8259 (感謝盤)       |
| 11 | 2019年 7月3日  | 03   | 杉の大杉                           | 原文彦       | 中村典正   | 南郷達也          | 8位               | CRCN-8259 (感謝盤)       |
| 12 | 2020年 1月8日  | 01   | 北のおんな町                       | 喜多條忠     | 中村典正   | 石倉重信          | 9位               | CRCN-8304 (通常盤)       |
| 12 | 2020年 1月8日  | 02   | 徒情け                             | 麻こよみ     | 中村典正   | 石倉重信          | 9位               | CRCN-8304 (通常盤)       |
| 12 | 2020年 7月8日  | 02   | SATOUMI〜 幸せは、あさこいよさこい | もりちよこ   | 小杉保夫   | 小杉保夫          | 9位               | CRCN-8345 (感謝盤)       |
| 12 | 2020年 7月8日  | 03   | ありんこ一匹                       | 原文彦       | 中村典正   | 伊戸のりお        | 9位               | CRCN-8345 (感謝盤)       |
| 13 | 2021年 1月13日 | 01   | 谺－こだま                         | いではく     | 四方章人   | 伊戸のりお        | 12位              | CRCN-8379                |
| 13 | 2021年 1月13日 | 02   | 一献歌                             | いではく     | 四方章人   | 伊戸のりお        | 12位              | CRCN-8379                |
| 14 | 2021年 7月28日 | 01   | 浮世傘                             | いではく     | 影山時則   | 南郷達也          | 13位              | CRCN-8417                |
| 14 | 2021年 7月28日 | 02   | 風の旅人                           | 宮下康仁     | 大谷明裕   | 竹内弘一          | 13位              | CRCN-8417                |
| 14 | 2021年 7月28日 | 03   | せられん                           | 大野けんじ   | 大野けんじ | 矢田部正          | 13位              | CRCN-8417                |
| 15 | 2022年 1月26日 | 01   | 花恋歌〜はなれんか〜               | かず翼       | 弦哲也     | 伊戸のりお        | 10位              | CRCN-8452                |
| 15 | 2022年 1月26日 | 02   | 海峡の雨                           | かず翼       | 弦哲也     | 伊戸のりお        | 10位              | CRCN-8452                |
| 16 | 2022年 6月8日  | 01   | 夢追い人                           | 原譲二       | 原譲二     | 遠山敦            | 21位              | CRCN-8495                |
| 16 | 2022年 6月8日  | 02   | 茜雲                               | 菅麻貴子     | 原譲二     | 遠山敦            | 21位              | CRCN-8495                |
| 17 | 2023年 1月11日 | 01   | どんこ坂                           | さいとう大三 | 弦哲也     | 伊戸のりお        | 11位              | CRCN-8532                |
| 17 | 2023年 1月11日 | 02   | みちのく港町                       | さいとう大三 | 弦哲也     | 伊戸のりお        | 11位              | CRCN-8532                |
| 18 | 2023年 7月5日  | 01   | 北海港節                           | いではく     | 弦哲也     | 矢野立美          | 21位              | CRCN-8579                |
| 18 | 2023年 7月5日  | 02   | 三面川暮色                         | いではく     | 弦哲也     | 矢野立美          | 21位              | CRCN-8579                |
| 19 | 2024年 1月10日 | 01   | 恋…情念                            | 原文彦       | 弦哲也     | 猪股義周          | 6位               | CRCN-8623                |
| 19 | 2024年 1月10日 | 02   | 雲                                 | 日野浦かなで | 弦哲也     | 猪股義周          | 6位               | CRCN-8623                |
| 19 | 2024年 5月22日 | 02   | 神輿                               | いではく     | 弦哲也     | 南郷達也          | 6位               | CRCN-8663 (スペシャル盤) |
| 19 | 2024年 5月22日 | 03   | 恋…情念 (ギターver.)               | 原文彦       | 弦哲也     | 弦哲也            | 6位               | CRCN-8663 (スペシャル盤) |
| 19 | 2024年 8月28日 | 02   | 大阪みれん酒                       | さいとう大三 | 弦哲也     | 猪股義周          | 6位               | CRCN-8683 (感謝盤)       |
| 19 | 2024年 8月28日 | 03   | 恋…情念 (ダイナミックver.)         | 原文彦       | 弦哲也     | 猪股義周 渡邉裕美 | 6位               | CRCN-8683 (感謝盤)       |
| 20 | 2025年 1月15日 | 01   | 酒灯り                             | さいとう大三 | 弦哲也     | 南郷達也          | 14位              | CRCN-8623                |
| 20 | 2025年 1月15日 | 02   | 昭和の恋歌                         | 結木瞳       | 弦哲也     | 南郷達也          | 14位              | CRCN-8623                |
| 21 | 2025年 6月4日  | 01   | 祇園闇桜                           | 石原信一     | 弦哲也     | 南郷達也          | 22位              | CRCN-8753                |
| 21 | 2025年 6月4日  | 02   | 青春                               | 前田たかひろ | 馬飼野俊一 | 馬飼野俊一        | 22位              | CRCN-8753                |

- 三山ヒロシ名義

| 発売日         | 曲順 | タイトル                   | 作詞     | 作曲     | 編曲   | オリコン 最高順位 | 規格品番  |
| -------------- | ---- | -------------------------- | -------- | -------- | ------ | ----------------- | --------- |
| 2020年 12月2日 | 01   | その名もコノハナサクヤヒメ | 門谷憲二 | 浜野謙太 | 村上基 | 50位              | CRCN-8372 |
| 2020年 12月2日 | 02   | きみにハレルヤ!            | 門谷憲二 | 浜野謙太 | 村上基 | 50位              | CRCN-8372 |

#### デュエット・シングル
| 発売日          | デュエット | 曲順 | タイトル                          | 作詞         | 作曲     | 編曲       | オリコン 最高順位 | 規格品番   |
| --------------- | ---------- | ---- | --------------------------------- | ------------ | -------- | ---------- | ----------------- | ---------- |
| 2016年 5月18日  | 北島三郎   | 01   | 母を想えば                        | 原譲二       | 原譲二   | 児島大樹   | -                 | CRCN-3608  |
| 2016年 5月18日  | -          | 02   | 母を想えば (三山ひろしバージョン) | 原譲二       | 原譲二   | 児島大樹   | -                 | CRCN-3608  |
| 2021年 11月17日 | 松前ひろ子 | 01   | 人生援歌                          | たきのえいじ | 岡千秋   | 南郷達也   | 41位              | TKCA-91378 |
| 2021年 11月17日 | 松前ひろ子 | 02   | 祝い川                            | 千葉幸雄     | 中村典正 | 伊戸のりお | 41位              | TKCA-91378 |

### アルバム

#### カバー・アルバム
| 発売日        | タイトル                                                                       | 規格品番   |
| ------------- | ------------------------------------------------------------------------------ | ---------- |
| 2013年7月3日  | 縁歌集 三山ひろし〜恩師・中村典正を唄う〜                                      | CRCN-20387 |
| 2014年6月18日 | 股旅演歌名曲集                                                                 | CRCN-41161 |
| 2017年8月2日  | ミヤマDEアニメ〜三山ひろしが歌う、国民的アニメソング〜                         | CRCN-20435 |
| 2020年8月16日 | 絆の譜〜恩師・中村典正を歌う〜                                                 | CRCN-41343 |
| 2021年12月8日 | こころの歌〜三山ひろし叙情歌を唄う〜                                           | CRCN-41385 |
| 2022年9月7日  | こころの歌2〜三山ひろし叙情歌を唄う〜                                          | CRCN-41415 |
| 2025年5月14日 | 大好きな星野哲郎先生の作品を唄わせていただきます!〜生誕100年・星野哲郎作品集〜 | CRCN-41524 |

- 流行歌シリーズ

| 発売日        | タイトル                     | 規格品番   |
| ------------- | ---------------------------- | ---------- |
| 2010年3月3日  | 歌い継ぐ!昭和の流行歌        | CRCN-20363 |
| 2011年2月2日  | 歌い継ぐ!昭和の流行歌II      | CRCN-20368 |
| 2012年2月8日  | 歌い継ぐ!昭和の流行歌III     | CRCN-20371 |
| 2013年2月6日  | 歌い継ぐ!昭和の流行歌IV      | CRCN-20385 |
| 2014年1月8日  | 歌い継ぐ!昭和の流行歌V       | CRCN-20391 |
| 2015年5月13日 | 歌い継ぐ!昭和の流行歌VI      | CRCN-20401 |
| 2016年5月11日 | 歌い継ぐ!昭和の流行歌VII     | CRCN-20421 |
| 2017年5月10日 | 歌い継ぐ!昭和の流行歌VIII    | CRCN-20430 |
| 2018年5月2日  | 歌い継ぐ!昭和の流行歌VX      | CRCN-20447 |
| 2019年5月15日 | 歌い継ぐ!昭和の流行歌X       | CRCN-20458 |
| 2020年5月13日 | 歌い継ぐ!日本の流行歌        | CRCN-20468 |
| 2021年5月12日 | 歌い継ぐ!日本の流行歌パート2 | CRCN-20474 |
| 2022年5月11日 | 歌い継ぐ!日本の流行歌パート3 | CRCN-20479 |
| 2023年8月2日  | 歌い継ぐ!日本の流行歌パート4 | CRCN-20482 |
| 2024年6月5日  | 歌い継ぐ!日本の流行歌パート5 | CRCN-20487 |

#### ベスト・アルバム
| 発売日         | タイトル                                   | 規格品番       |
| -------------- | ------------------------------------------ | -------------- |
| 2014年11月5日  | ファースト・ベスト〜あやめ雨情・人恋酒場〜 | CRCN-20394     |
| 2015年10月7日  | 全曲集〜お岩木山・人恋酒場〜               | CRCN-41209     |
| 2016年9月7日   | 全曲集〜四万十川・お岩木山〜               | CRCN-41234     |
| 2017年11月8日  | 全曲集〜男の流儀・四万十川〜               | CRCN-41256     |
| 2018年11月7日  | 全曲集〜いごっそ魂・男の流儀〜             | CRCN-41311     |
| 2019年11月6日  | 全曲集〜望郷山河・いごっそ魂〜             | CRCN-41337     |
| 2020年11月4日  | 全曲集〜北のおんな町・望郷山河〜           | CRCN-41357     |
| 2021年11月10日 | 全曲集〜谺－こだま・北のおんな町〜         | CRCN-41383     |
| 2022年11月2日  | 全曲集－花恋歌〜はなれんか〜・浮世傘－     | CRCN-41431〜32 |
| 2023年11月22日 | 全曲集〜落語歌謡「厩火事」入り〜           | CRCN-41476〜77 |
| 2024年11月6日  | 全曲集〜恋…情念・北海港節〜                | CRCN-41505〜06 |

#### ライブ・アルバム
| 発売日       | タイトル                                    | 規格品番       |
| ------------ | ------------------------------------------- | -------------- |
| 2023年2月8日 | ファーストコンサート 演歌の夜明け           | CRCN-41436〜37 |
| 2023年2月8日 | 歌う門には夢来たる!コンサートツアー2022〜23 | CRCN-41438〜39 |

#### CD-BOX
| 発売日       | タイトル                               | 規格品番       |
| ------------ | -------------------------------------- | -------------- |
| 2022年4月6日 | 三山ひろしが唄う!－懐かしの名曲100選－ | CRCN-41401〜45 |
| 2023年6月3日 | 三山ひろし 15周年記念 愛蔵ボックス     | CRCN-41456〜60 |

### 映像作品

#### ライブ
| 発売日         | タイトル                                                  | 規格    | 規格品番     |
| -------------- | --------------------------------------------------------- | ------- | ------------ |
| 2012年9月5日   | 三山ひろし ファーストコンサート〜演歌の夜明け〜           | DVD     | CRBN-40      |
| 2014年9月3日   | 三山ひろし 5周年コンサート in 五反田ゆうぽうと            | DVD     | CRBN-42      |
| 2015年12月2日  | 三山ひろし 7周年記念コンサート                            | DVD     | CRBN-46      |
| 2016年12月7日  | 三山ひろし コンサート2016 in NHKホール                    | DVD     | CRBN-54      |
| 2018年1月10日  | 三山ひろし コンサート2017 in 中野サンプラザ               | DVD     | CRBN-60      |
| 2018年11月22日 | 10周年記念 三山ひろしリサイタル                           | DVD     | CRBN-69      |
| 2020年1月8日   | 三山ひろしスペシャルコンサート2019〜名曲は永遠に〜        | DVD     | CRBN-86      |
| 2020年11月4日  | 三山ひろし2020〜コンサートで逢いましょう!〜               | DVD     | CRBN-93      |
| 2021年1月27日  | 三山ひろし物語〜こころの師匠と共に〜                      | DVD     | CRBN-95      |
| 2021年7月28日  | 三山ひろし 新歌舞伎座コンサート〜みやまつり2021〜         | DVD     | CRBN-98      |
| 2021年10月6日  | 三山ひろしリサイタル2021 歌の宝石箱                       | DVD     | CRBN-100     |
| 2022年8月24日  | 歌に芝居に大活躍!新歌舞伎座 三山ひろし特別公演2022        | DVD     | CRBN-112〜13 |
| 2022年8月24日  | 歌に芝居に大活躍!新歌舞伎座 三山ひろし特別公演2022        | Blu-ray | CRXN-10001   |
| 2022年10月5日  | 三山ひろしスペシャルコンサート2022 歌う門には夢来たる!    | DVD     | CRBN-114     |
| 2022年10月5日  | 三山ひろしスペシャルコンサート2022 歌う門には夢来たる!    | Blu-ray | CRXN-10002   |
| 2023年7月5日   | 新歌舞伎座 三山ひろし15周年記念〜飛翔!歌の道遥かに!〜     | DVD     | CRBN-130〜31 |
| 2023年7月5日   | 新歌舞伎座 三山ひろし15周年記念〜飛翔!歌の道遥かに!〜     | Blu-ray | CRXN-10011   |
| 2023年9月6日   | 15周年リサイタル〜ありがとう 感謝を込めて〜               | DVD     | CRBN-132     |
| 2023年9月6日   | 15周年リサイタル〜ありがとう 感謝を込めて〜               | Blu-ray | CRXN-10012   |
| 2024年3月6日   | 挑戦!ひとり大忠臣蔵〜スペシャルコンサート2023 in 明治座〜 | DVD     | CRBN-137〜38 |
| 2024年3月6日   | 挑戦!ひとり大忠臣蔵〜スペシャルコンサート2023 in 明治座〜 | Blu-ray | CRXN-10016   |
| 2025年1月29日  | 新歌舞伎座2024〜三山ひろし、愛を唄う〜                    | DVD     | CRBN-139〜40 |
| 2025年1月29日  | 新歌舞伎座2024〜三山ひろし、愛を唄う〜                    | Blu-ray | CRXN-10017   |

#### テレビ
| 発売日        | タイトル                                      | 規格 | 規格品番 |
| ------------- | --------------------------------------------- | ---- | -------- |
| 2016年6月8日  | 明日へ続く〜デビューからNHK紅白歌合戦〜       | DVD  | CRBN-49  |
| 2018年11月7日 | NHK DVD デビュー10周年記念 三山ひろし 飛翔    | DVD  | CRBN-68  |
| 2020年9月23日 | NHK DVD 三山ひろし うた語り〜ステージ傑作編〜 | DVD  | CRBN-90  |

#### ミュージック・ビデオ
| 発売日       | タイトル                                                     | 規格 | 規格品番  |
| ------------ | ------------------------------------------------------------ | ---- | --------- |
| 2012年5月9日 | 三山ひろし シングル・コレクション DVD音多カラオケ            | DVD  | CRBK-1012 |
| 2017年6月7日 | 三山ひろし ミュージックビデオコレクション 人恋酒場〜四万十川 | DVD  | CRBN-56   |

## 出演

### テレビ番組
- 元気屋本舗（高知さんさんテレビ）
- プライムこうちF（高知さんさんテレビ）

### ドラマ
- 連続テレビ小説 らんまん（2023年6月26日 - 、NHK総合） - 浜村義兵衛 役[29]

### NHK紅白歌合戦出場歴
| 年度   | 放送回 | 回 | 曲目                                      | 出演順 | 対戦相手         | 備考                                  |
| ------ | ------ | -- | ----------------------------------------- | ------ | ---------------- | ------------------------------------- |
| 2015年 | 第66回 | 初 | お岩木山                                  | 03/26  | 乃木坂46         | 紅白初出場                            |
| 2016年 | 第67回 | 2  | 四万十川〜けん玉大使編〜                  | 03/23  | 欅坂46           |                                       |
| 2017年 | 第68回 | 3  | 男の流儀〜けん玉世界記録への道～          | 03/23  | SHISHAMO         | けん玉のギネス世界記録に挑戦          |
| 2018年 | 第69回 | 4  | いごっそ魂〜けん玉世界記録への道、再び～  | 14/22  | 西野カナ         | けん玉のギネス世界記録に挑戦（2）     |
| 2019年 | 第70回 | 5  | 望郷山河〜第3回けん玉世界記録への道〜     | 14/21  | （対戦相手なし） | けん玉のギネス世界記録更新に挑戦（3） |
| 2020年 | 第71回 | 6  | 北のおんな町〜第4回けん玉世界記録への道〜 | 14/20  | YOASOBI          | けん玉のギネス世界記録更新に挑戦（4） |
| 2021年 | 第72回 | 7  | 浮世傘〜第5回けん玉世界記録への道〜       | 12/22  | BiSH             | けん玉のギネス世界記録更新に挑戦（5） |
| 2022年 | 第73回 | 8  | 夢追い人〜第6回けん玉世界記録への道〜     | 12/22  | TWICE            | けん玉のギネス世界記録更新に挑戦（6） |
| 2023年 | 第74回 | 9  | どんこ坂～第7回 けん玉世界記録への道～    | 17/22  | （対戦相手なし） | けん玉のギネス世界記録更新に挑戦（7） |
| 2024年 | 第75回 | 10 | 恋…情念～第8回 けん玉世界記録への道～     | 17/21  | あいみょん       | けん玉のギネス世界記録更新に挑戦（8） |

### CM
- はなさく生命保険「はなさく定期」（2022年9月 - ）
- ミツカン「まっことゆず」（2022年、CMソング担当）
- 四国電力「四電でんきの絆」（2022年）

### ラジオ番組
- えんか侍（ラジオ日本）
- 三山ひろしの演歌の夜明け（スバルプランニング、高知放送ほか）

## 書籍
- はじめてでも絶対できる! 三山ひろしのけん玉教室（2016年11月24日、幻冬舎）[13]